# Mittelsinn
Mittelsinn ist eine Gemeinde im unterfränkischen Landkreis Main-Spessart. Der gleichnamige Hauptort ist Sitz der Gemeindeverwaltung.

## Geografie

### Geografische Lage
Mittelsinn liegt in der Region Würzburg. Ein wichtiger Aspekt der Geografie Mittelsinns ist die Sinn, die sich durch den Ort zieht. Auf dem Wappen ist sie im unteren Bereich (grüner Hintergrund) zu erkennen. Mittelsinn liegt zwischen Obersinn und Burgsinn. Der topographisch höchste Punkt der Gemeindegemarkung befindet sich mit 453 m ü. NHN (Lage) am Gipfel des Berges Kuppe, östlich von Mittelsinn, der niedrigste liegt an der Sinn auf 188 m ü. NHN (Lage).

### Gemeindegliederung
Mittelsinn hat nur einen Gemeindeteil.
Es gibt die Gemarkung Mittelsinn.

### Nachbargemeinden
|                                    | Markt Obersinn                              |                                    |
| Forst Aura (Gemeindefreies Gebiet) | Kompassrose, die auf Nachbargemeinden zeigt | Forst Aura (Gemeindefreies Gebiet) |
| Gemeinde Aura im Sinngrund         | Markt Burgsinn                              |                                    |

## Name

### Etymologie
Das Grundwort im Namen geht auf den den Ort durchfließenden Fluss Sinn zurück. Der Zusatz „Mittel“ wurde verwendet, um Mittelsinn von den naheliegenden Dörfern Obersinn und Niedersinn (heute Burgsinn) zu unterscheiden und weist auf die Lage im Tal hin.

### Frühere Schreibweisen
Frühere Schreibweisen des Ortes aus diversen historischen Karten und Urkunden:
| - 1295 „Melesynnen“ - 1319 „Metelnsinne“ - 1346 „Miltelsynne“ - 1364 „Metelsynne“ - 1369 „Metelsinne“ | - 1372 „Metelnsinne“ - 1376 „Mettelnsin“ - 1377 „Mittelnsynne“ - 1542 „Mittelsynn“ - 1600 „Mittelsinn“ |

## Geschichte

### Bis zur Gemeindegründung
Der größte Teil des ehemaligen Amt Aura im Sinngrunde des Hochstiftes Würzburg, das zum Fränkischen Reichskreis gehörte, war 1808 an das Fürstentum Aschaffenburg (1803 erst an Bayern, 1805 an das Großherzogtum Würzburg) gefallen. Im Jahre 1812 gehörte Mittelsinn zum Großherzogtum Frankfurt und lag mit 40 Feuerstellen und 480 Seelen in der Districtsmairie Altengronau des Departements Hanau und mit der Emrichsthaler Glashütte, einer Ziegelhütte, 58 Feuerstellen und 555 Seelen in der Districtsmairie Burgjoß der Unterpräfectur Orb im Departement Aschaffenburg. 1814 kam es zu Bayern. Hiesige Rechte des Kurfürstentums Hessen-Kassel fielen erst 1860 an Bayern. Im Zuge der Verwaltungsreformen in Bayern entstand mit dem Gemeindeedikt von 1818 die heutige Gemeinde.

### Verwaltungsgeschichte
Im Jahre 1862 wurde das Bezirksamt Gemünden am Main gebildet, auf dessen Verwaltungsgebiet Mittelsinn lag. 1872 wurde das Bezirksamt Gemünden ins Bezirksamt Lohr am Main eingegliedert. Erst 1902 wurde das Bezirksamt Gemünden wieder neu gebildet. 1939 wurde wie überall im Deutschen Reich die Bezeichnung Landkreis eingeführt. Mittelsinn war dann eine der 27 Gemeinden im Landkreis Gemünden am Main. Mit der Auflösung des Landkreises Gemünden am Main kam Mittelsinn am 1. Juli 1972 in den neu gebildeten Landkreis Mittelmain, der zehn Monate später seinen endgültigen Namen Landkreis Main-Spessart erhielt.

### Jüdische Gemeinde
Mindestens seit dem 19. Jahrhundert waren jüdische Familien ansässig, die eine jüdische Gemeinde bildeten und im Ort ihre Synagoge errichteten. Beim Novemberpogrom 1938 wurde das Gotteshaus zerstört, woran eine Gedenktafel an der gegenüberliegenden ehemaligen Sparkasse erinnert.

### Einwohnerentwicklung
Im Zeitraum 1988 bis 2018 sank die Einwohnerzahl von 926 auf 805 um 121 Einwohner bzw. um 13,1 %.

## Politik

### Verwaltung
Die Gemeinde ist Mitglied der Verwaltungsgemeinschaft Burgsinn.

### Gemeinderat
Der Gemeinderat hat nach der Kommunalwahl 2020 acht Mitglieder:
| Partei/Liste                   | %     | Sitze |
| ------------------------------ | ----- | ----- |
| CSU – SPD – Unabhängige Bürger | 68,19 | 5     |
| Junge Bürger Mittelsinn        | 18,79 | 2     |
| Mein Mittelsinn                | 13,02 | 1     |

### Steuereinnahmen
Die Gemeindesteuereinnahmen betrugen im Jahr 2009 398.000 €, davon betrugen die Gewerbesteuereinnahmen (netto) 38.000 €.

### Bürgermeister
Erster Bürgermeister ist seit 2023 Dirk Schiefer (CSU/SPD/Unabhängige Bürger). Sein Vorgänger ab 2008 war Peter Paul (CSU/SPD/Unabhängige Bürger). Dieser wurde am 15. März 2020 mit 66,6 % der Stimmen für weitere sechs Jahre gewählt. Er starb im März 2023 im Alter von 71 Jahren. Vorgänger von Peter Paul war Karl Kratz (CSU/SPD).
Amtszeiten der Bürgermeister
- 1864–1879: Georg Sachs
- 1879–1893: Johannes Roth
- 1893–1906: Joh. Künstler
- 1906–1922: Joh. Michael Sachs
- 1922–1933: Joh. Klein
- 1933–1938: Adam Blum
- 1938–1945: Karl Ommert
- April–September 1945: Joh. Klein
- Oktober–Dezember 1945: Adam Hergert
- 1946–1947: Joh. Krämer
- 1947–1948: Willy Mann
- 1948–1952: Wilhelm Larösch
- 1952–1972: Leo Vogt
- 1972–1978: Karl Sachs
- 1978–1989: Ludwig Sachs
- 1989–2008: Karl Kratz (CSU/SPD)
- 2008–2023: Peter Paul (CSU/SPD/Unabhängige Bürger)
- seit 2023: Dirk Schiefer (CSU/SPD/Unabhängige Bürger)

## Wappen
| Wappen von Mittelsinn | Blasonierung: „Geteilt und oben gespalten von Rot und Gold, vorne drei silberne Spitzen, hinten schräg gekreuzt zwei rote Amtsstäbe; unten in Grün ein goldenes Mühlrad, überdeckt von einem silbernen Wellenpfahl.“ |
| Wappen von Mittelsinn | Wappenbegründung: Die drei gesenkten silbernen Spitzen weisen auf die Zugehörigkeit zum Hochstift Würzburg hin. Die gekreuzten Stäbe stellen die Funktion des Ortes als Sitz eines besonderen Zehntgerichts dar. Seit dem 15. Jahrhundert wurden die Herrschafts- und Gerichtsrechte von mehreren Herrschaftsinhabern gemeinschaftlich ausgeübt, es bestand eine so genannte Viererherrschaft. Bedeutende Herrschaftsinhaber waren die Herren von Thüngen und die Herren von Hutten. Daran erinnern die Farben Gold und Rot, die beide Adelswappen aufweisen. Die gekreuzten Stäbe im Gemeindewappen stellen zugleich den zu Beginn des 19. Jahrhunderts gebildeten und bis 1866 bestehenden bayerisch-hessischen Kondominatsbezirk (Herrschaftsgebiet) dar, zu dem Mittelsinn gehörte. Der Wellenpfahl und das Mühlrad symbolisieren den Fluss Sinn mit seinen Mühlen. Die Farbe Grün steht für den landwirtschaftlichen Charakter der Gemeinde sowie für die geografische Lage der Gemeinde zwischen Rhön und Spessart (siehe Geografie). Entworfen wurde das Wappen von Alfred Pauly (Mittelsinn). Das Wappen wurde am 26. Juli 1984 genehmigt. |

## Wirtschaft und Infrastruktur

### Wirtschaft einschließlich Land- und Forstwirtschaft
Es gab 2023 nach der amtlichen Statistik insgesamt 118 sozialversicherungspflichtig Beschäftigte am Arbeitsort. Sozialversicherungspflichtig Beschäftigte am Wohnort gab es insgesamt 345. Im verarbeitenden Gewerbe gab es keine Betriebe, im Bauhauptgewerbe einen Betrieb. Zudem bestanden im Jahr 2020 16 landwirtschaftliche Betriebe mit einer landwirtschaftlich genutzten Fläche von 534 ha, davon waren 110 ha Ackerfläche und 274 ha Dauergrünfläche.

### Verkehr
Mittelsinn hat einen Bahnhof an der Bahnstrecke Flieden–Gemünden. Die Schnellfahrstrecke Hannover–Würzburg, unter anderem mit der Talbrücke Mittelsinn, verläuft über das Gebiet der Gemeinde.

### Bildung
Es gibt folgende Einrichtungen (Stand: 2024):
- Kindergärten: 60 Kindergartenplätze mit 40 Kindern

## Persönlichkeiten
- August Hagen (* 27. Januar 1843 in Mittelsinn; † nach 1912), Schulleiter und Mitglied des Deutschen Reichstags
- Meier Kahn (* 12. Mai 1886 in Mittelsinn; † 1943 im KZ Auschwitz), deutscher Jurist, Opfer des Nationalsozialismus
- Horst Peisker (* 26. November 1939 in Mittelsinn; † 10. Oktober 2012 in Kelsterbach), Autor
- Oswald Rothaug (* 17. Mai 1897 in Mittelsinn; † 4. Dezember 1967 in Köln), Jurist in der NS-Zeit, ab 1943 Reichsanwalt am Volksgerichtshof
- Elise Thümmel (* 17. Juni 1885 in Mittelsinn; † 13. April 1976 in Dresden), deutsche Politikerin (USPD, SPD, SED)
- Werner Väth (* 9. September 1945 in Mittelsinn; † 19. November 2012 in Berlin), Politikwissenschaftler, Vizepräsident der Freien Universität Berlin